# ناحیه دونگچوان
دانگچوان (به لاتین: Dongchuan District) یک سکونتگاه مسکونی در جمهوری خلق چین است که در کون‌مینگ واقع شده‌است.

## خصوصیات
دانگچوان ۱٬۸۵۸ کیلومترمربع مساحت و ۳۰۲٬۰۰۰ نفر جمعیت دارد.

## نگارخانه

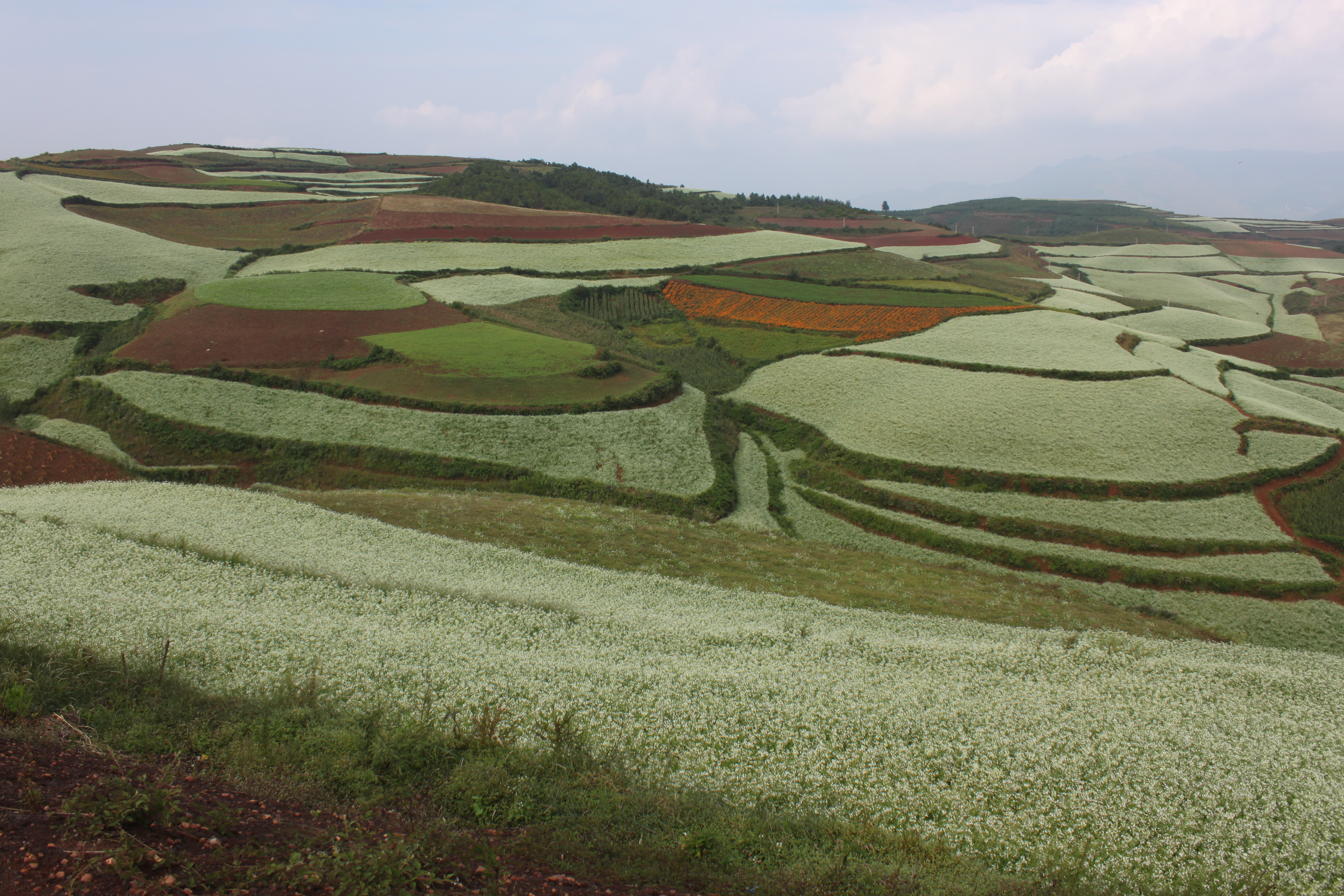
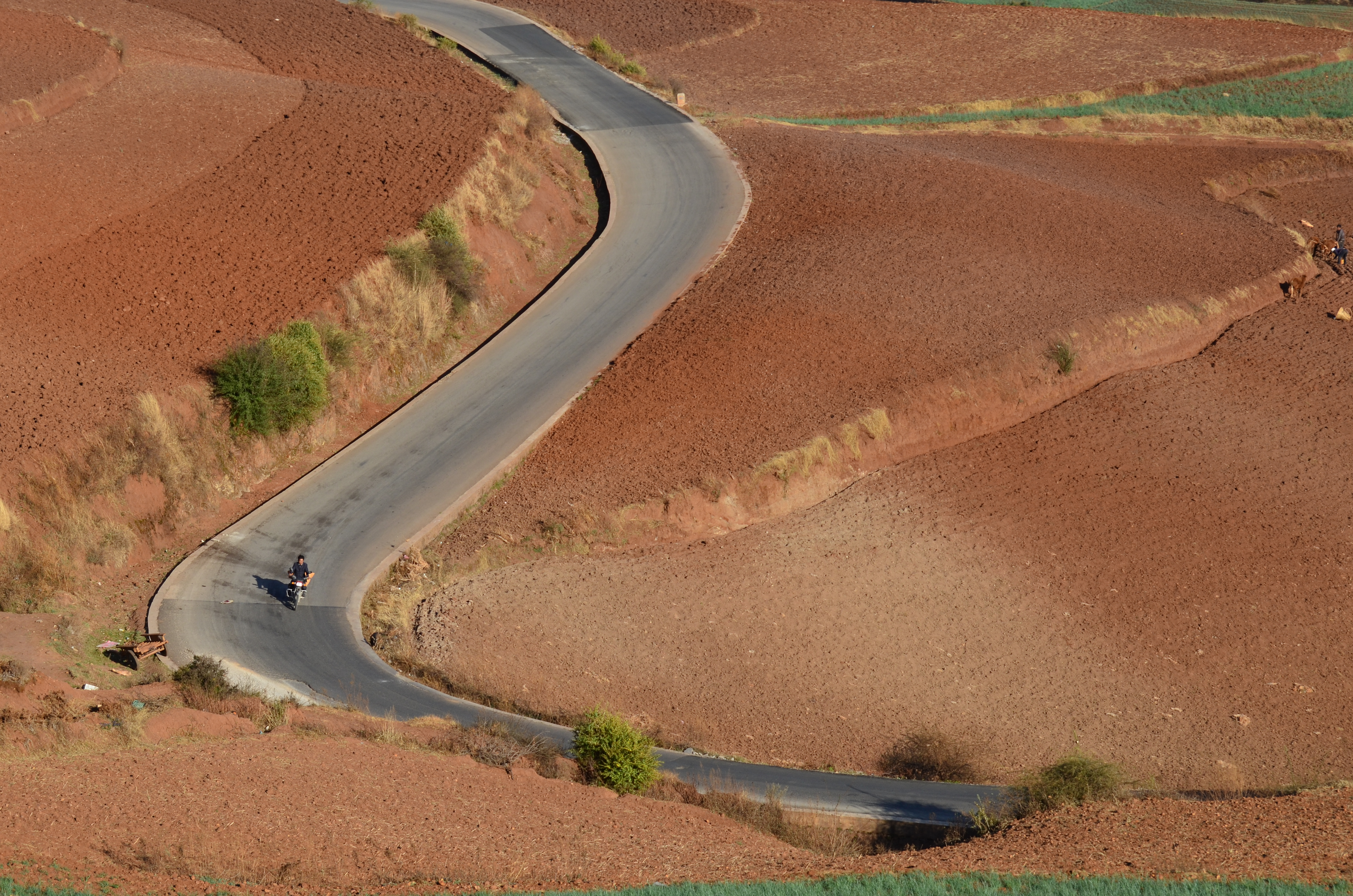
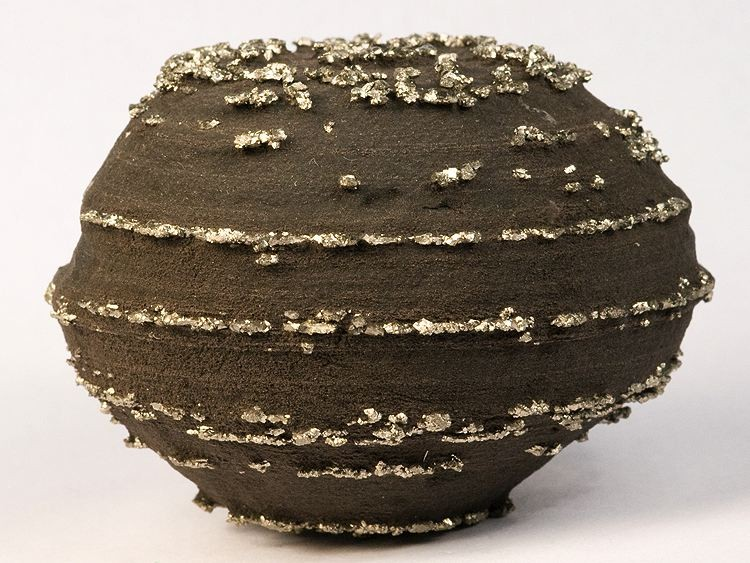
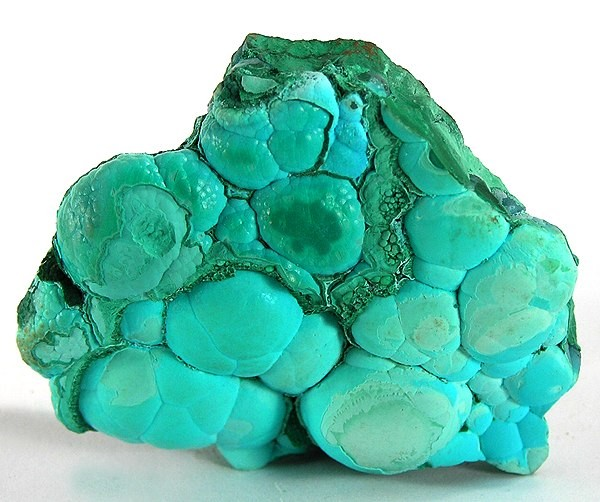